# The Sarah Jane Adventures
The Sarah Jane Adventures ist eine britische Fernsehserie und ein Ableger der populären Serie Doctor Who. Die Serie wurde zwischen 2006 und 2011 von BBC Wales für den Kindersender CBBC produziert. Die Konzeption der Serie stammt, wie auch bei dem anderen Ableger Torchwood, von Russell T Davies, dem kreativen Chef der Serie Doctor Who. Im Gegensatz zu Doctor Who, die als klassisches Familienfernsehen funktioniert, und Torchwood, die sich an ein erwachsenes Publikum richtet, wurde The Sarah Jane Adventures gezielt für jüngere Zuschauer produziert.

## Vorgeschichte
Die Hauptfigur der Serie ist Sarah Jane Smith, die seit den 1970er Jahren als freiberufliche Enthüllungsjournalistin arbeitet – unter anderem im Auftrag der Zeitschrift „Metropolitan“. Im Laufe ihrer Ermittlungsarbeit begegnete sie einem außerirdischen Zeitreisenden, der sich „Der Doktor“ nennt. Mit ihm reiste sie einige Jahre durch Zeit und Raum und erlebte verschiedene Abenteuer. Letztendlich trennten sich jedoch ihre Wege und der Doktor reiste ohne sie weiter. Als Trost für den abrupten Abschied bekam sie von ihm ein „Haustier“ zugeschickt – einen mobilen Computer in Gestalt eines blechernen Hundes namens K-9.

## Handlung
Nach den Reisen mit dem Doktor kommt sie zunächst nur schwer zurecht mit ihrem neuen, alten Leben. Die journalistische Arbeit setzt sie zwar fort, doch erst nachdem sie dem Doktor erneut begegnet – im Rahmen ihrer Ermittlung in der Deffry Vale School (Doctor-Who-Folge 2-03: „Klassentreffen (School Reunion)“) – kann Sarah Jane endlich mit der Vergangenheit abschließen. Daraufhin widmet sie sich wieder den zahlreichen Außerirdischen, die die Erde besuchen.
Die Pilotfolge der neuen Serie, „Invasion of the Bane“, wurde als sogenanntes Holiday Special am 1. Januar 2007 auf BBC1 ausgestrahlt. Die komplette erste Staffel lief mit 10 Folgen ab Ende September 2007 auf dem Kindersender CBBC Channel. Ab März 2008 wurde eine zweite Staffel mit 12 Folgen produziert.
Eine fünfte sollte 2011 fertiggestellt werden, Hauptdarstellerin Elisabeth Sladen verstarb jedoch im April 2011. Die BBC gab am 4. Mai 2011 offiziell bekannt, dass die sechs bereits gedrehten Folgen als Tribut an Sladen als letzte Staffel ausgestrahlt werden, aber die Serie offiziell beendet ist und keine weiteren Folgen mehr gedreht werden. Einige Elemente aus den Sarah Jane Adventures wurden in die Nachfolgeserie Wizards vs Aliens mitaufgenommen. Das Drehbuch zur unverfilmten Sarah Jane Adventures Episode The Thirteenth Floor wurde von Phil Ford zu einer Episode von Wizards vs Aliens umgeschrieben und unter dem gleichnamigen Titel ausgestrahlt.

## Deutschsprachige Veröffentlichung
Am 15. Januar 2019 kündigte Polyband die deutschsprachige Veröffentlichung der Pilotfolge Invasion der Bane an. Diese ist am 5. April 2019 auf DVD erscheinen. Vom 31. Januar bis 4. Februar 2019 und vom 14. bis 17. Februar 2019 konnten Leser online zwischen zwei bzw. vier DVD–Covern abstimmen und entscheiden, welches ihnen für die DVD am besten gefällt.

## Besetzung

### Hauptdarsteller
| Darsteller          | Figur              | Synchronsprecher | Staffeln          | Staffeln          | Staffeln          | Staffeln          | Staffeln          |
| Darsteller          | Figur              | Synchronsprecher | 1                 | 2                 | 3                 | 4                 | 5                 |
| ------------------- | ------------------ | ---------------- | ----------------- | ----------------- | ----------------- | ----------------- | ----------------- |
| Elisabeth Sladen    | Sarah Jane Smith   | Dagmar Dempe     | Hauptdarstellerin | Hauptdarstellerin | Hauptdarstellerin | Hauptdarstellerin | Hauptdarstellerin |
| Daniel Anthony      | Clyde Langer       |                  | Hauptdarsteller   | Hauptdarsteller   | Hauptdarsteller   | Hauptdarsteller   | Hauptdarsteller   |
| Alexander Armstrong | Mr. Smith (Stimme) | Matthias Keller  | Hauptdarsteller   | Hauptdarsteller   | Hauptdarsteller   | Hauptdarsteller   | Hauptdarsteller   |
| Tommy Knight        | Luke Smith         | Christian Zeiger | Hauptdarsteller   | Hauptdarsteller   | Hauptdarsteller   | Nebendarsteller   | Nebendarsteller   |
| Yasmin Paige        | Maria Jackson      | Julia Meynen     | Hauptdarstellerin | Nebendarstellerin |                   |                   |                   |
| Anjli Mohindra      | Rani Chandra       |                  |                   | Hauptdarstellerin | Hauptdarstellerin | Hauptdarstellerin | Hauptdarstellerin |
| John Leeson         | K9 (Stimme)        | Kai Taschner     | Nebendarsteller   |                   | Hauptdarsteller   | Nebendarsteller   |                   |
| Sinead Michael      | Sky Smith          |                  |                   |                   |                   |                   | Hauptdarstellerin |

### Nebendarsteller
| Schauspieler      | Rolle                    | Synchronsprecher | Nebenrolle (Folge) | Episodenanzahl | Beschreibung                           |
| ----------------- | ------------------------ | ---------------- | ------------------ | -------------- | -------------------------------------- |
| Joseph Millson    | Alan Jackson             | Jan Langer       | 1x00–2x08          | 12             | Vater von Maria Jackson                |
| Juliet Cowan      | Chrissie Jackson         | Andrea Dewell    | 1x00–2x02          | 11             | Mutter von Maria Jackson               |
| Paul Marc Davis   | The Trickster            |                  | 1x07–3x06          | 6              | Gegenspieler von Sarah Jane            |
| Floella Benjamin  | Professor Celeste Rivers |                  | 1x09–5x02          | 8              | Wissenschaftlerin beim Pharos Institut |
| Ace Bhatti        | Haresh Chandra           |                  | 2x03–5x04          | 24             | Vater von Rani Chandra                 |
| Mina Anwar        | Gita Chandra             |                  | 2x03–5x02          | 18             | Mutter von Rani Chandra                |
| Jocelyn Jee Esien | Carla Langer             |                  | 2x07–5x04          | 6              | Mutter von Clyde Langer                |

### Doctor Who Figuren
| Schauspieler      | Rolle                                        | Nebenrolle (Folge) | Episodenanzahl | Beschreibung                    |
| ----------------- | -------------------------------------------- | ------------------ | -------------- | ------------------------------- |
| Lachele Carl      | Trinity Wells                                | 1x01–2x06          | 4              | BBC Fernsehmoderatorin          |
| Nicholas Courtney | Brigadier Alistair Gordon Lethbridge–Stewart | 2x11–2x12          | 4              | UNIT                            |
| David Tennant     | Zehnter Doktor                               | 3x05–3x06          | 2              | Time Lord                       |
| Katy Manning      | Jo Jones (geborene Grant)                    | 4x05–4x06          | 2              | Begleiterin des dritten Doktors |
| Matt Smith        | Elfter Doktor                                | 4x05–4x06          | 2              | Time Lord                       |

## Episoden
| Episode   | Deutscher Titel   | Originaltitel        | Erstausstrahlung (D) | Erstausstrahlung (GB) |
| --------- | ----------------- | -------------------- | -------------------- | --------------------- |
| 00 (1-00) | Invasion der Bane | Invasion of the Bane | 5. April 2019 (DVD)  | 1. Januar 2007        |

| Episode             | Deutscher Titel | Originaltitel                    | Erstausstrahlung (D) | Erstausstrahlung (GB)               |
| ------------------- | --------------- | -------------------------------- | -------------------- | ----------------------------------- |
| 01 (1-01) 02 (1-02) |                 | Revenge of the Slitheen          |                      | 24. September 2007                  |
| 03 (1-03) 04 (1-04) |                 | Eye of the Gorgon                |                      | 1. Oktober 2007 8. Oktober 2007     |
| 05 (1-05) 06 (1-06) |                 | Warriors of the Kudlak           |                      | 15. Oktober 2007 22. Oktober 2007   |
| 07 (1-07) 08 (1-08) |                 | Whatever Happened to Sarah Jane? |                      | 29. Oktober 2007 5. November 2007   |
| 09 (1-09) 10 (1-10) |                 | The Lost Boy                     |                      | 12. November 2007 19. November 2007 |

| Episode             | Deutscher Titel | Originaltitel                      | Erstausstrahlung (D) | Erstausstrahlung (GB)               |
| ------------------- | --------------- | ---------------------------------- | -------------------- | ----------------------------------- |
| 11 (2-01) 12 (2-02) |                 | The Last Sontaran                  |                      | 29. September 2008                  |
| 13 (2-03) 14 (2-04) |                 | Day of the Clown                   |                      | 6. Oktober 2008 13. Oktober 2008    |
| 15 (2-05) 16 (2-06) |                 | Secrets of the Stars               |                      | 20. Oktober 2008 27. Oktober 2008   |
| 17 (2-07) 18 (2-08) |                 | The Mark of Berserker              |                      | 3. November 2008 10. November 2008  |
| 19 (2-09) 20 (2-10) |                 | The Temptation of Sarah Jane Smith |                      | 17. November 2008 24. November 2008 |
| 21 (2-11) 22 (2-12) |                 | Enemy of the Bane                  |                      | 1. Dezember 2008 8. Dezember 2008   |

| Episode   | Deutscher Titel | Originaltitel                          | Erstausstrahlung (D) | Erstausstrahlung (GB) |
| --------- | --------------- | -------------------------------------- | -------------------- | --------------------- |
| 00 (3-00) |                 | From Raxacoricofallapatorius with Love |                      | 13. März 2009         |

| Episode             | Deutscher Titel                   | Originaltitel                   | Erstausstrahlung (D)            | Erstausstrahlung (GB)               |
| ------------------- | --------------------------------- | ------------------------------- | ------------------------------- | ----------------------------------- |
| 23 (3-01) 24 (3-02) |                                   | Prisoner of the Judoon          |                                 | 15. Oktober 2009 16. Oktober 2009   |
| 25 (3-03) 26 (3-04) |                                   | The Mad Woman in the Attic      |                                 | 22. Oktober 2009 23. Oktober 2009   |
| 27 (3-05) 28 (3-06) | Die Hochzeit der Sarah Jane Smith | The Wedding of Sarah Jane Smith | 3. September 2021 (OmU auf DVD) | 29. Oktober 2009 30. Oktober 2009   |
| 29 (3-07) 30 (3-08) |                                   | The Eternity Trap               |                                 | 5. November 2009 6. November 2009   |
| 31 (3-09) 32 (3-10) |                                   | Mona Lisa’s Revenge             |                                 | 12. November 2009 13. November 2009 |
| 33 (3-11) 34 (3-12) |                                   | The Gift                        |                                 | 19. November 2009 20. November 2009 |

| Episode             | Deutscher Titel     | Originaltitel             | Erstausstrahlung (D)             | Erstausstrahlung (GB)               |
| ------------------- | ------------------- | ------------------------- | -------------------------------- | ----------------------------------- |
| 35 (4-01) 36 (4-02) |                     | The Nightmare Man         |                                  | 11. Oktober 2010 12. Oktober 2010   |
| 37 (4-03) 38 (4-04) |                     | The Vault of Secrets      |                                  | 18. Oktober 2010 19. Oktober 2010   |
| 39 (4-05) 40 (4-06) | Der Tod des Doktors | Death of the Doctor       | 27. September 2019 (OmU auf DVD) | 25. Oktober 2010 26. Oktober 2010   |
| 41 (4-07) 42 (4-08) |                     | The Empty Planet          |                                  | 1. November 2010 2. November 2010   |
| 43 (4-09) 44 (4-10) |                     | Lost in Time              |                                  | 8. November 2010 9. November 2010   |
| 45 (4-11) 46 (4-12) |                     | Goodbye, Sarah Jane Smith |                                  | 15. November 2010 16. November 2010 |

| Episode             | Deutscher Titel | Originaltitel             | Erstausstrahlung (D) | Erstausstrahlung (GB)             |
| ------------------- | --------------- | ------------------------- | -------------------- | --------------------------------- |
| 47 (5-01) 48 (5-02) |                 | Sky                       |                      | 3. Oktober 2011 4. Oktober 2011   |
| 49 (5-03) 50 (5-04) |                 | The Curse of Clyde Langer |                      | 10. Oktober 2011 11. Oktober 2011 |
| 51 (5-05) 52 (5-06) |                 | The Man Who Never Was     |                      | 17. Oktober 2011 18. Oktober 2011 |

## Merchandising

### Hörbücher
Zu den The Sarah Jane Adventures wurden zehn Hörbücher veröffentlicht. Die ersten acht Bücher wurden alle von  Elisabeth Sladen gelesen, die auch die Titelfigur Sarah Jane spielt. Nachdem diese verstorben war, wurden die letzten beiden Hörbücher von Daniel Anthony (Clyde Langer) und Anjli Mohindra (Rani Chandra) gelesen. Alle zehn Hörbücher wurden später zusammen in der The Sarah Jane Adventures Collection veröffentlicht.
| Titel                | Autor                     | Veröffentlichungsdatum | Gelesen von      |
| -------------------- | ------------------------- | ---------------------- | ---------------- |
| The Glittering Storm | Stephen Cole              | 5. November 2007       | Elisabeth Sladen |
| The Thirteenth Stone | Justin Richards           | 5. November 2007       | Elisabeth Sladen |
| The Time Capsule     | Peter Anghelides          | 13. November 2008      | Elisabeth Sladen |
| The Ghost House      | Stephen Cole              | 13. November 2008      | Elisabeth Sladen |
| The White Wolf       | Gary Russell              | 3. September 2009      | Elisabeth Sladen |
| The Shadow People    | Scott Handcock            | 3. September 2009      | Elisabeth Sladen |
| Deadly Download      | Jason Arnopp              | 7. Oktober 2010        | Elisabeth Sladen |
| Wraith World         | Cavan Scott & Mark Wright | 7. Oktober 2010        | Elisabeth Sladen |
| Children of Steel    | Martin Day                | 10. November 2011      | Daniel Anthony   |
| Judgement Day        | Scott Gray                | 10. November 2011      | Anjli Mohindra   |

### Comics
Fünf The Sarah Jane Adventures Comics wurden auf der Sarah Jane Adventures Website veröffentlicht. Vier von ihnen waren ein Mix aus Comic und Hörbuchabenteuer, gelesen von Anjli Mohindra. Die jeweiligen Comics wurden auf der offiziellen The Sarah Jane Adventures Website als PDF-Dokument und als mp3-Download kostenlos angeboten. Die Geschichten handeln alle von dem Krulius, einem mächtigen Außerirdischen, der sich mit Sarah Jane und ihren Freunden anlegt. Neben diesen Geschichten wurde außerdem das Comic The Silver Bullet auf der Sarah Jane Adventures Website veröffentlicht. Es ist ein Comic, das die Figur Clyde Langer in der Sarah Jane Adventures Episode The Curse of Clyde Langer zeichnete.
| Titel                       | Autor            | Künstler     | Veröffentlichungsdatum | Gelesen von    | Link                                            |
| --------------------------- | ---------------- | ------------ | ---------------------- | -------------- | ----------------------------------------------- |
| Monster Hunt: The Beginning | Trevor Baxendale |              | 2009                   | Anjli Mohindra | Monster Hunt: The Beginning auf der BBC Website |
| Monster Hunt: The Ending    | Trevor Baxendale |              | 2009                   | Anjli Mohindra | Monster Hunt: The Ending auf der BBC Website    |
| Return of the Krulius       | Trevor Baxendale | Neil Roberts | 2009                   | Anjli Mohindra | Return of the Krulius auf der BBC Website       |
| Defending Bannerman Road    | Trevor Baxendale |              | 2010                   | Anjli Mohindra | Defending Bannerman Road auf der BBC Website    |
| The Silver Bullet           |                  |              | 2011                   | –              | The Silver Bullet auf der BBC Website           |

### Romane
Neben den Comics und Hörbüchern wurden außerdem elf Romane veröffentlicht. Die ersten neun Romane gab es als Taschenbuch zu kaufen, die beiden letzten nur als E-book. Alle Romane basieren auf den gleichnamigen Episoden aus  der Serie. Allerdings werden die Vorkommnisse in den Büchern detaillierter dargestellt. Außerdem werden in den Romanen ein paar neue Ereignisse und Abenteuer beschrieben.
| Titel                            | Autor          | Veröffentlichungsdatum |
| -------------------------------- | -------------- | ---------------------- |
| Invasion of the Bane             | Terrance Dicks | 1. November 2007       |
| Revenge of the Slitheen          | Rupert Laight  | 1. November 2007       |
| Eye of the Gorgon                | Phil Ford      | 1. November 2007       |
| Warriors of Kudlak               | Gary Russell   | 1. November 2007       |
| Whatever Happened to Sarah Jane? | Rupert Laight  | 6. November 2008       |
| The Lost Boy                     | Gary Russell   | 6. November 2008       |
| The Last Sontaran                | Phil Ford      | 6. November 2008       |
| The Day of the Clown             | Phil Ford      | 6. November 2008       |
| The Wedding of Sarah Jane Smith  | Gareth Roberts | 5. November 2009       |
| The Nightmare Man (E-book)       | Joseph Lidster | 25. November 2010      |
| Death of the Doctor (E-book)     | Gary Russell   | 25. November 2010      |

### Fotoromane
Am 2. September 2010 wurden vier Fotoromane von Pearson Education veröffentlicht, die auf der dritten Staffel der Serie beruhen. Die Geschichten basieren auf den Episoden Prisoner of the Judoon, The Eternity Trap, Mona Lisa’s Revenge und The Gift. Es wurden Bilder aus den Episoden verwendet, die mit Sprechblasen oder einem kleinen Text unterlegt wurden. Die Fotobücher waren insbesondere für Kinder gedacht, die das Lesen lernen. Anders als die BBC Romane widersprechen die Fotoromane teilweise den Handlungen in den Episoden oder geben nur einen winzig kleinen Teil der Handlungen wieder.
| Title            | Autor            | Basierend auf der Episode | Veröffentlichungsdatum |
| ---------------- | ---------------- | ------------------------- | ---------------------- |
| Judoon Afternoon | Trevor Baxendale | Prisoner of the Judoon    | 2. September 2010      |
| Haunted House    | Trevor Baxendale | The Eternity Trap         | 2. September 2010      |
| Painting Peril   | Trevor Baxendale | Mona Lisa’s Revenge       | 2. September 2010      |
| Blathereen Dream | Trevor Baxendale | The Gift                  | 2. September 2010      |

### Weitere Artikel
Zu den Sarah Jane Adventures wurden einige Spielzeuge veröffentlicht. Darunter waren Actionfiguren, der Schalllippenstift von Sarah Jane, die Scanneruhr von Sarah Jane oder ein Alien Communicator. Außerdem wurden den Zuschauern kostenlos einige Computerspiele, sowie kurze Videospecials auf der Sarah Jane Adventures Website angeboten.

## Spin–Off
Zur vierten Staffel der SJA (Sarah Jane Adventures) wurde eine Spin–Off Serie namens The Sarah Jane Alien Files auf CBBC ausgestrahlt. The Sarah Jane Alien Files entwickelten sich aus einer Reihe von Online Videos.
Während der ersten und zweiten Staffel der Serie wurden zunächst zur jeder SJA Episode 40 kurze Videos als Mr Smith's data updates auf der SJA Website veröffentlicht. Diese Videos waren weniger als eine Minute lang und befassten sich mit den einzelnen Abenteuern von Sarah Jane und ihren Freunden. Der Computer Mr Smith berichtete kurz über die Ereignisse in den Episoden, in dem er diese mit Bildern aus der Episode zusammenfasste.
Darauf folgten während der dritten Staffel sechs kurze Online Videos, die unter dem Namen Sarah Janes Alien Files auf der SJA Website veröffentlicht wurden. In diesen drei minütigen Videos reden Sarah Jane, Luke, Rani und Clyde mit Mr Smith über einen bestimmten Außerirdischen oder eine bestimmte Alienrasse.
Erst danach wurden The Sarah Jane Alien Files veröffentlicht, die vom 11. Oktober bis 15. November 2010 auch im Fernsehen auf CBBC ausgestrahlt wurden. Diese sechs Episoden sind mit 25 Minuten deutlich länger als alle vorangegangenen Online-Videos. Hier besprechen Sarah Jane, Luke, Rani und Clyde jeweils mehrere Außerirdische und Alienrassen in einer Episode.

## Rezeption
„„The Sarah Jane Adventures“ waren der Inbegriff einer state of the art Familienunterhaltung - gleichermaßen emotional wie intellektuell stimulierend, spannend, phantasievoll, witzig, mit großem sozialen Bewusstsein. Alles, was man sich von einer gelungenen Familienserie nur wünschen kann.“

## Auszeichnungen
RTS Programme Award
- 2008: Nominierung in der Kategorie Children’s Drama[10]
- 2009: Nominierung in der Kategorie Children’s Drama[11]
- 2010: Nominierung in der Kategorie Children’s Drama[12]
- 2011: RTS Award in der Kategorie Children’s Drama[13]

British Academy Children’s Awards
- 2008: Nominierung in der Kategorie Drama[14]
- 2009: Nominierung in der Kategorie Drama[15]
- 2010: Nominierung in der Kategorie Drama[16]
- 2010: Nominierung in der Kategorie BAFTA Kids' Vote - Television[16]
- 2010: Nominierung in der Kategorie Writer für Phil Ford[16]

BAFTA Cymru Awards
- 2010: BAFTA Cymru Award in der Kategorie Interactive für die BBC-Website zur Serie ()[17]